# Сорн Давин
Сорн Давин (род. 6 февраля 1992) — камбоджийская тхэквондистка, знаменосец команды Камбоджи на Олимпиаде 2012 года.

## Карьера
На Олимпиаде в 2012 году приняла участие в соревнованиях среди женщин в весовой категории свыше 67 кг. В первом же круге уступила мексиканке Марие Эспиносе.
Тренируется вместе со своей сестрой Сорн Сивмей.